# Mirosław Kiedzik
Mirosław Tadeusz Kiedzik (ur. 19 września 1959) – katolicki prezbiter, doktor nauk teologicznych, biblista, tłumacz Biblii, Kapelan Jego Świątobliwości.

## Życiorys
Jest absolwentem Prymasowskiego Wyższego Seminarium Duchownego w Gnieźnie, Katolickiego Uniwersytetu Lubelskiego, Papieskiego Instytutu Biblijnego w Rzymie. Święcenia prezbiteriatu otrzymał 1 czerwca 1985 roku w katedrze gnieźnieńskiej z rąk kard. Józefa Glempa. Wykładał Nowy Testament na wydziałach teologicznych Uniwersytetu Adama Mickiewicza, Uniwersytetu Mikołaja Kopernika oraz Uniwersytetu Kardynała Stefana Wyszyńskiego. Był redaktorem naukowym Ekumenicznego Przekładu Pisma Świętego oraz tłumaczem Dziejów Apostolskich i Listu do Rzymian. Po powstaniu diecezji bydgoskiej w 2004 został do niej inkardynowany. W latach 2008–2013 był proboszczem parafii św. Maksymiliana Kolbego w Bydgoszczy. 
27 grudnia 2011 roku Prokuratura Rejonowa w Bydgoszczy umorzyła dochodzenie wszczęte w związku z oskarżeniami o pedofilię, ze względu na nieobyczajne zachowanie, niemające jednak znamion pedofilii. 1 lutego 2013 został usunięty przez bp. Jana Tyrawę z urzędu proboszcza oraz odsunięty od prowadzenia wykładów w Wyższym Seminarium Duchownym w Bydgoszczy i skierowany do pracy jako kapelan Szpitala Miejskiego w Bydgoszczy i Hospicjum. im. bł. ks. Jerzego Popiełuszki w Bydgoszczy. Jednocześnie Kuria Diecezji bydgoskiej przeprowadziła dochodzenie kanoniczne, przekazując następnie dokumentację do Kongregacji Nauki Wiary. W oczekiwaniu na wyrok kanoniczny został 31 stycznia 2018 roku przeniesiony do Domu Księży Emerytów.  
W efekcie skutecznego działania kościelnego systemu prewencji wykorzystywania seksualnego dzieci i młodzieży w 2021 roku delegat ds. ochrony dzieci i młodzieży w Diecezji bydgoskiej przekazał prokuraturze dowody przestępstw M. Kiedzika, przeciwko któremu został skierowany akt oskarżenia. 21 lipca 2023 roku został skazany przez  Sąd Okręgowy w Bydgoszczy na trzy lata i sześć miesięcy pozbawienia wolności. 
Współautor artykułu O ekumenicznym tłumaczeniu Nowego Testamentu opublikowanego w Roczniki Teologiczne Warszawsko-Praskie (2001) zarzuca Kiedzikowi, że podpisane przez niego Słowo Wstępne do ekumenicznego przekładu Nowego Testamentu jest plagiatem jego artykułu.

## Publikacje
- Mirosław Kiedzik. "Pismo Święte Nowego Testamentu i Psalmy" : przekład ekumeniczny z języków oryginalnych - główne założenia i zmiany w brzmieniu przekładu Nowego Testamentu oraz ich podstawy. „Collectanea Theologica”. 73/1, s. 203-213, 2003.
- Mirosław Kiedzik. Ewangelia pracy – biblijne podstawy etosu pracy. „Studia Bydgoskie”. 1, s. 139-153, 2007.
- Mirosław Kiedzik. Polski Przekład Ekumeniczny Nowego Testamentu z języków oryginalnych - główne założenia i zmiany w brzmieniu przekładu oraz ich podstawy. „Śląskie Studia Historyczno-Teologiczne”. 41, 1, s. 188-196, 2008.